# Шоптигак
Шоптига́к (каз. Шоптығақ) — село у складі Жанасемейського району Абайської області Казахстану. Входить до складу Прирічного сільського округу.
Населення — 103 особи (2021; 103 у 2009, 1433 у 1999, 122 у 1989).
Національний склад станом на 1989 рік:
- казахи — 100 %

Станом на 1989 рік село мало статус станційного селища.